# 후나보리촌
후나보리촌(船堀村)은 도쿄부 미나미카쓰시카군에 일찍이 존재했던 촌이다. 현재의 에도가와구의 서부에 해당한다. 아라카와강 방수로가 설치되면서 마을의 서쪽 절반을 잃고 동쪽 절반은 동쪽 강변의 자치단체에 편입되는 형태가 되었다.

## 역사
- 1889년 5월 1일 - 정촌제 시행에 수반해 3개촌이 합병해 성립하였다.
- 1913년 1월 1일 - 아라카와강의 방수에 따라 고마쓰가와정, 마쓰에촌에 분할편입되어 후나보리촌은 폐지되었다.
- 1932년 10월 1일 - 미나미카쓰시카군 전체가 도쿄시에 편입되었다.